# Hymne européen
L’hymne européen est l'hymne utilisé lors des cérémonies officielles de plusieurs organismes internationaux européens. Il s'agit d'un arrangement d'environ deux minutes du thème musical de l'Ode à la joie, dernier mouvement de la Symphonie no 9 composée en 1823 par Ludwig van Beethoven.
Cet hymne est actuellement utilisé par le Conseil de l'Europe et par l'Union européenne.

## Historique

### Premières propositions
Après la Seconde Guerre mondiale, concomitamment à la question d'un drapeau pour les nouvelles institutions européennes, la question d'un hymne suscita un regain d'intérêt. Le Conseil de l'Europe reçut ainsi une vingtaine de propositions de musiques et paroles.
Richard Nikolaus de Coudenhove-Kalergi avait songé dès 1929 à utiliser l’Ode à la joie comme hymne européen. Cependant, après le rejet de sa proposition de célébration de journée de l'Europe, il craignait de faire lui-même la proposition officiellement. Cependant il évoqua à nouveau la question en 1951. Entre 1952 et 1966, alors que les deux États allemands présentent des équipes communes aux Jeux olympiques, l'Ode à la joie tient lieu d'hymne national.
Parmi les diverses propositions envoyées par de simples citoyens, il y eut :
- le Chant de la paix de Jehane-Louis Gaudet (professeur de chant à Lyon), datée du 26 août 1949, adressée et dédicacée à Paul-Henri Spaak, alors président de l’Assemblée parlementaire du Conseil de l’Europe. L'auteur destine en réalité ce chant aux Nations unies ;
- un Hymne eines geeinten Europas ou Hymne à une Europe unifiée (les deux titres sont de l'auteur) de Carl Kahlfuss, de Charlottenburg, datée du 14 octobre 1949[N 1] ;
- un hymne intitulé Invocata de 1950[N 2] de Hans Horben, de Deggendorf.

Il apparut aux représentants européens que la question de l'hymne ne saurait être résolue qu'après l'adoption d'un drapeau. Cependant, l'adoption d'un drapeau fin 1955 ne donna pas lieu à celle d'un hymne.

### Rôle des communes
Depuis 1955, l'Assemblée consultative du Conseil de l'Europe décernait un prix de l'Europe et récompensait les communes œuvrant à la construction européenne. Les célébrations réalisées localement pouvaient comporter des représentations musicales et chorales et donnaient ainsi lieu à des interprétations de divers hymnes.
En 1961, la section belge du Conseil des communes d'Europe commanda à Geo Teirlinck un arrangement musical de l'Ode à la joie, qu'elle associa à des paroles en rapport avec son domaine d'action, les jumelages de communes européennes. Ce choix, rapporté par René Radius dans le rapport de l'Assemblée consultative (10 juin 1971), avait été explicité auprès des instances européennes par une lettre du Conseil des communes d'Europe datée de 1963, comme étant une « mélodie qui a[vait] déjà été enseignée dans les écoles bien avant qu'il n'en fût question au Conseil de l'Europe ».
Ce même Conseil des communes d'Europe, en Assemblée générale à Rome le 15 octobre 1964, émet la recommandation qu'un hymne soit adopté, à la fois par le Conseil de l'Europe et par la Communauté européenne.

### Le débat au Conseil de l'Europe
En février 1971, une réunion du Comité pour la réactivation du Jour de l'Europe relance la question de l'hymne européen. Kjell T. Evers, président de la Conférence européenne pour les autorités territoriales, et qui avait présidé à la session, demande en mars à René Radius, président du comité sur les autorités territoriales auprès de l'Assemblée consultative du Conseil de l'Europe, d'inclure la question d'un hymne dans les délibérations de son comité. Ce comité se réunit le 30 avril et décide de proposer le mouvement final de la 9e symphonie comme hymne, en laissant à plus tard le choix de paroles.
L'adoption officielle comme hymne européen se fera dans l'euphorie du bicentenaire de la naissance de Beethoven en 1970.
Tenant compte d'un début d'usage de la IXe symphonie dans des cérémonies européennes, l'Assemblée consultative du Conseil de l'Europe adopte cette mélodie comme hymne en juillet 1971. Le Conseil des ministres adopta de même cet hymne en janvier 1972. Comme pour le drapeau européen, l'assemblée incita par la suite les autres institutions européennes à adopter le même symbole.

### Adoption par les Communautés européennes
Les réflexions sur l'adoption d'un hymne pour les Communautés européennes ont commencé en 1985 (simultanément aux discussions sur le drapeau) lors du Conseil européen de Milan. La décision fut prise par le Conseil « affaires étrangères » des 21 et 22 avril 1986, programmant une levée solennelle de drapeau et une interprétation du nouvel hymne le 29 mai.

### Utilisations postérieures
En dépit des protestations du Conseil de l'Europe, la mélodie de Beethoven a été choisie par Ian Smith en 1974 comme l'hymne national du régime d'apartheid de Rhodésie du Sud, jusqu'à sa chute en 1980.
Le prélude de l'Ode à la joie dans sa version originale a été utilisé par le Kosovo comme hymne national en 2008 pour les préparatifs de son indépendance.

### Discussions
Le choix de l'Hymne à la joie a été mis en question[évasif] : d'un côté, on a envisagé un coup de main par von Karajan ; de l'autre côté le choix semble trop lié à l'Allemagne : Beethoven est allemand et l'Ode à la joie (soit Hymne à la joie) a été écrite en allemand par un poète allemand.

## Composition
L'Hymne utilisé par les organisations européennes repose sur la seule mélodie, sans référence au texte de Schiller utilisé et remanié par Beethoven pour la composition de sa symphonie.
La version officielle du Conseil de l'Europe est celle enregistrée par le chef d'orchestre autrichien Herbert von Karajan et l'orchestre philharmonique de Berlin en février-mars 1972. Sa durée est de 2 minutes et 15 secondes. Elle correspond aux mesures 140-187 du quatrième mouvement de la symphonie. Le Parlement européen a limité la durée de l'hymne lors de cérémonies officielles à 2 minutes et 07 secondes. Outre la mélodie, Karajan retient deux des trois variations de Beethoven (variation aux violons et sa transformation dans le sens d'une marche solennelle) et conclut sur une cadence sous une forme close que renforce un ritenuto molto,. Le tempo est sensiblement ralenti (noire à 120 au lieu de blanche à 80) et l'instrumentation va vers un renforcement uniforme de la sonorité au détriment de la richesse de la texture et de timbre.
En réalisant cet arrangement, Karajan devient coauteur de l'hymne,. Le Conseil de l'Europe lui demande de renoncer à ses droits mais celui-ci refuse. Ses héritiers touchent désormais des droits d’auteur sur chaque vente de l’arrangement et sur ses diffusions sauf si ces dernières sont officielles.
La version officielle est celle de Claude Langevin, compositeur icaunais, commandée depuis Bruxelles par le Président Jacques Delors lors d’un grand échiquier « Europe » le 23 janvier 1989, dirigée par Mendi Rodan.[réf. nécessaire] En 2000, le Conseil de l'Europe commande au compositeur Christophe Guyard une Rhapsodie sur l'Hymne européen dont elle utilise un enregistrement pour illustrer des documents audiovisuels concernant le Conseil. Sa durée est de 6 minutes et 34 secondes.

## Proposition de paroles

### Origine de l'absence de paroles et projets
L'hymne européen a été adopté sans titre et sans paroles, en raison du multilinguisme européen. Ceci lui retire la capacité d'être mémorisé, au contraire des hymnes nationaux qui, par leurs paroles, peuvent être appris par tous et deviennent un élément symbolique fort. Officiellement, il est considéré que la musique est un langage per se qui exalte les idéaux européens.
Cette situation a fait l'objet de critiques de certains politiciens. Gerardo Fernández-Albor, député espagnol au Parlement européen, avait demandé en 1992 et 1994 à la Commission européenne si elle souhaitait apporter une version de l'hymne dans chaque langue européenne, ce à quoi la Commission a réaffirmé qu'elle n'en avait pas l'intention.
Cependant, l'écriture de paroles pour l'hymne européen a suscité différents projets en différentes langues, sans faire l'objet d'un consensus au niveau européen.
Le latin a été envisagé, en tant qu'ancienne langue véhiculaire des pays européens, quoique cette qualification soit de moins en moins vraie à mesure des élargissements de l'Union. Le compositeur autrichien et latiniste Peter Roland proposa une version en latin. Romano Prodi, alors président de la Commission européenne, en a reçu une copie en cadeau personnel lors d'une visite à Vienne en février 2004, alors que le traité de Rome de 2004 était dans ses derniers mois de négociation et qu'un hymne pouvait être intégré au texte. Romano Prodi s'étant réjoui de cette initiative, ainsi que d'autres officiels de l'Union européenne et du Conseil de l'Europe, l'événement suscita une polémique dans la presse britannique qui craignait que ce cadeau fût annonciateur de leur adoption par l'Union européenne. La Commission européenne avait par la suite démenti toute intention d'utiliser cet hymne officiellement.
Le grec ancien a également été proposé, comme ayant une filiation de vocabulaire avec un grand nombre de langues de l'Union européenne. Cependant, plusieurs langues officielles de l'Union, comme le finnois ou le maltais, ne sont pas du tout liées au grec.
Plusieurs traductions du poème de Schiller ont également été écrites en espéranto, la plus connue étant celle de Umberto Broccatelli (eo).
En France, la mélodie de Beethoven a donné lieu à plusieurs adaptations bien avant la construction européenne, à destination des enfants des écoles. Un couplet (commençant par « Que la joie qui nous appelle ») a été écrit par Jean Ruault. Ces paroles ont été complétées de deux autres couplets (le premier de ces couplets commençant par « Peuples des cités lointaines ») du librettiste Maurice Bouchor (1855-1929), que ce dernier a publiés sous le titre Hymne à l'universelle humanité. Une autre version (commençant par « Oh ! Quel magnifique rêve ») de Maurice Bouchor a été publiée avec Julien Thiersot sous le titre Hymne des temps futurs dans les Chants populaires pour les écoles de la librairie Hachette au tout début du XXe siècle. Une version postérieure de Joseph Folliet (commençant par « Joie discrète, humble, fidèle ») est également connue.

### Paroles non officielles proposées
| Allemand | Latin | Français | Anglais | Esperanto |
| --- | --- | --- | --- | --- |
| Freude, schöner Götterfunken, Tochter aus Elysium! Wir betreten feuertrunken, Himmlische, Dein Heiligtum. Deine Zauber binden wieder, Was die Mode streng geteilt, Alle Menschen werden Brüder, Wo Dein sanfter Flügel weilt.— Friedrich Schiller | Est Europa nunc unita et unita maneat; una in diversitate pacem mundi augeat. Semper regant in Europa fides et iustitia et libertas populorum in maiore patria. Cives, floreat Europa, opus magnum vocat vos. Stellae signa sunt in caelo aureae, quae iungant nos.— Peter Roland | Étincelle Ô joie divine, jaillie de l'Elysium ! L'allégresse nous anime, pour entrer dans ton royaume. Par ta magie sont unanimes, des peuples jadis divisés. Là où ton aile repose, règne la fraternité. Soyons unis comme des frères, d'un baiser au monde entier. Amis ! bâtissons une ère de paix pour l'Humanité.— Georges Picard | Europe is united now United that it may remain; Our unity in diversity May contribute to world peace. May there forever reign in Europe Faith and justice and Freedom For all its many people In a greater motherland Citizens, Europe will flourish, A great task calls on to you. The golden stars in the night sky Are the symbols that unite us.— Daniel Wright | Kantu kune amikaro, ni la ĝojon festas nur; nek rivero nek montaro plu landlimoj estas nun, Ho Eŭropo, hejmo nia, tro daŭradis la divid'; Nun brilegu belo via, ĉiu estas via id'. Via flago kunfratigas homojn post milita temp', via leĝo nun kunigas civitanojn en konsent'.— Umberto Broccatelli |

La phrase « Soyons unis comme des frères » vient d'une version pacifiste de La Marseillaise, surnommée La Marseillaise de la Paix, qui énonce, à la fin du premier couplet, « Soyons unis, nous sommes tous frères. ». Reprise en 2009 par Chanson plus bifluorée, cette version aurait été chantée en 1892, ou 1893 par des écoliers sous la direction de Paul Robin,, et écrite soit par ces mêmes écoliers, soit par Joseph Martin-Paschoud, soit par André Chénier.
En 2011, le parolier Jacques Serres a écrit des paroles en français, utilisées par les écoles.